# Udvarhelyszék
Udvarhelyszék egyike volt a székely székeknek, vagyis a történelmi Székelyföld közigazgatási egységeinek. Székelyföld hagyományos központja évszázadokon keresztül, Székelyudvarhely központtal. Számos nemzetgyűlést tartottak itt a székelyek. Egyesek ugyan megkérdőjelezik Udvarhely hagyományos központi szerepét, de a Székelyfölddel vagy a sajátos székely joggal foglalkozó szakembereknél ez nem merül fel. A téma alapos ismerői közül érdemes megemlíteni Bodor György és Bónis György tanulmányait. A Székely oklevéltárban is fellelhető az alábbi: Az 1466. évi zabolai gyűlés határozatai közül meg lehet említeni: „az ítéletükkel elégedetlen fél fellebbezés útján Udvarhelyszékhez, és végül, ha akar, a székelyek ispánjához, és azután a királyi felség jelenlétéhez, e részben a régi szokást fenntartván, mehessen. Hozzáteendő, hogy saját ügyét mindenki a saját törvényszékén vigye, s ne másutt.” (SzO. III. 83-86) 1505. november 20-i székely nemzetgyűlés döntöttek a székely igazságszolgáltatás és bíráskodás kijavításáról, azzal a céllal, hogy el lehessen kerülni az eddigi hiányosságokat és elhatározták az egész Székelyföldre kiterjedő főtörvényszék felállítását. A Székelyudvarhelyen 1555 áprilisában összeült székely nemzetgyűlés korszakalkotó jelentőségű kodifikációs tevékenységet vitt véghez, amikor elfogadta a székely perrendtartási és eljárásjog kódexét.  
Székelyföld középső részén fekszik, a Kis- és Nagy-Homoród, a Vargyas patakok, valamint a Nagy-Küküllő és a Fehér-Nyikó völgyében, illetve a fölsorolt vizek mellék patakainak mentén. Udvarhelyszéket a 12. század első felében alapították a Biharból ide érkező székelyek. Más történészek szerint a székelyek korábban is a jelenlegi területen éltek, hiszen erről beszélnek a helyrajzi, földrajzi nevek, mint amilyen a Hargita, Réka erdeje, Kadicsa, Máré, Zete, Rapsonné, Tartod, Firtos és Budvár várak. Erről beszélnek a települések nevei is. 
1870-ben 98.224 lakosa volt, melyből 36.272 (36,9%) református, 34.729 (35,4%) római katolikus, 22.770 (23,2%) unitárius, 1.942 (2%) görögkatolikus, 1.873 (1,9%) ortodox és 638 egyéb vallású. 95,5% magyar és 3,9% román nemzetiségű. 
Udvarhelyszék az 1876-os megyerendezés során szűnt meg. Helyette Udvarhely vármegyét hozták létre. Ma nagyrészt Hargita megye része.

## Tájegységei
- Erdővidék (egy része)
- Homoród mente
- Nyikó mente
- Sóvidék (egy része)